# Сербановка
Сербановка (укр. Сербанівка) — село на Украине, находится в Хмельницком районе Винницкой области.
Код КОАТУУ — 0524886303. Население по переписи 2001 года составляет 384 человека. Почтовый индекс — 22070. Телефонный код — 4338.
Занимает площадь 1,2 км².

## Адрес местного совета
22070, Винницкая область, Хмельницкий р-н, с. Сёмаки, ул. Мира, 3